# Huntingburg (Indiana)
Huntingburg es una ciudad ubicada en el condado de Dubois en el estado estadounidense de Indiana. En el Censo de 2010 tenía una población de 6057 habitantes y una densidad poblacional de 443,42 personas por km².

## Geografía
Huntingburg se encuentra ubicada en las coordenadas 38°18′3″N 86°57′43″O / 38.30083, -86.96194. Según la Oficina del Censo de los Estados Unidos, Huntingburg tiene una superficie total de 13.66 km², de la cual 13.11 km² corresponden a tierra firme y (4.04%) 0.55 km² es agua.

## Demografía
Según el censo de 2010, había 6057 personas residiendo en Huntingburg. La densidad de población era de 443,42 hab./km². De los 6057 habitantes, Huntingburg estaba compuesto por el 87.27% blancos, el 0.54% eran afroamericanos, el 0.17% eran amerindios, el 0.31% eran asiáticos, el 0% eran isleños del Pacífico, el 9.86% eran de otras razas y el 1.85% pertenecían a dos o más razas. Del total de la población el 18.54% eran hispanos o latinos de cualquier raza.